# Вудсон (Арканзас)
Вудсон (англ. Woodson, Arkansas) — статистически обособленная местность, расположенная в округе Пьюласки (штат Арканзас, США) с населением в 445 человек по статистическим данным переписи 2000 года.

## География
По данным Бюро переписи населения США статистически обособленная местность Вудсон имеет общую площадь в 11,91 квадратных километров, водных ресурсов в черте населённого пункта не имеется.
Статистически обособленная местность Вудсон расположена на высоте 76 метров над уровнем моря.

## Демография
По данным переписи населения 2000 года в Вудсоне проживало 445 человек, 113 семей, насчитывалось 177 домашних хозяйств и 198 жилых домов. Средняя плотность населения составляла около 37,7 человек на один квадратный километр. Расовый состав Вудсона по данным переписи распределился следующим образом: 24,94 % белых, 73,93 % — чёрных или афроамериканцев, 1,12 % — представителей смешанных рас.
Из 177 домашних хозяйств в 27,7 % — воспитывали детей в возрасте до 18 лет, 42,4 % представляли собой совместно проживающие супружеские пары, в 19,8 % семей женщины проживали без мужей, 35,6 % не имели семей. 33,3 % от общего числа семей на момент переписи жили самостоятельно, при этом 10,7 % составили одинокие пожилые люди в возрасте 65 лет и старше. Средний размер домашнего хозяйства составил 2,51 человек, а средний размер семьи — 3,26 человек.
Население статистически обособленной местности по возрастному диапазону по данным переписи 2000 года распределилось следующим образом: 23,8 % — жители младше 18 лет, 7,4 % — между 18 и 24 годами, 25,2 % — от 25 до 44 лет, 29,2 % — от 45 до 64 лет и 14,4 % — в возрасте 65 лет и старше. Средний возраст жителей составил 41 год. На каждые 100 женщин в Вудсоне приходилось 87,0 мужчин, при этом на каждые сто женщин 18 лет и старше приходилось 90,4 мужчин также старше 18 лет.
Средний доход на одно домашнее хозяйство в статистически обособленной местности составил 28 750 долларов США, а средний доход на одну семью — 35 781 доллар. При этом мужчины имели средний доход в 22 143 доллара США в год против 30 893 доллара среднегодового дохода у женщин. Доход на душу населения в статистически обособленной местности составил 12 854 доллара в год. 13,5 % от всего числа семей в округе и 15,4 % от всей численности населения находилось на момент переписи населения за чертой бедности, при этом 12,1 % из них были моложе 18 лет и — в возрасте 65 лет и старше.